# 埃林佩林角

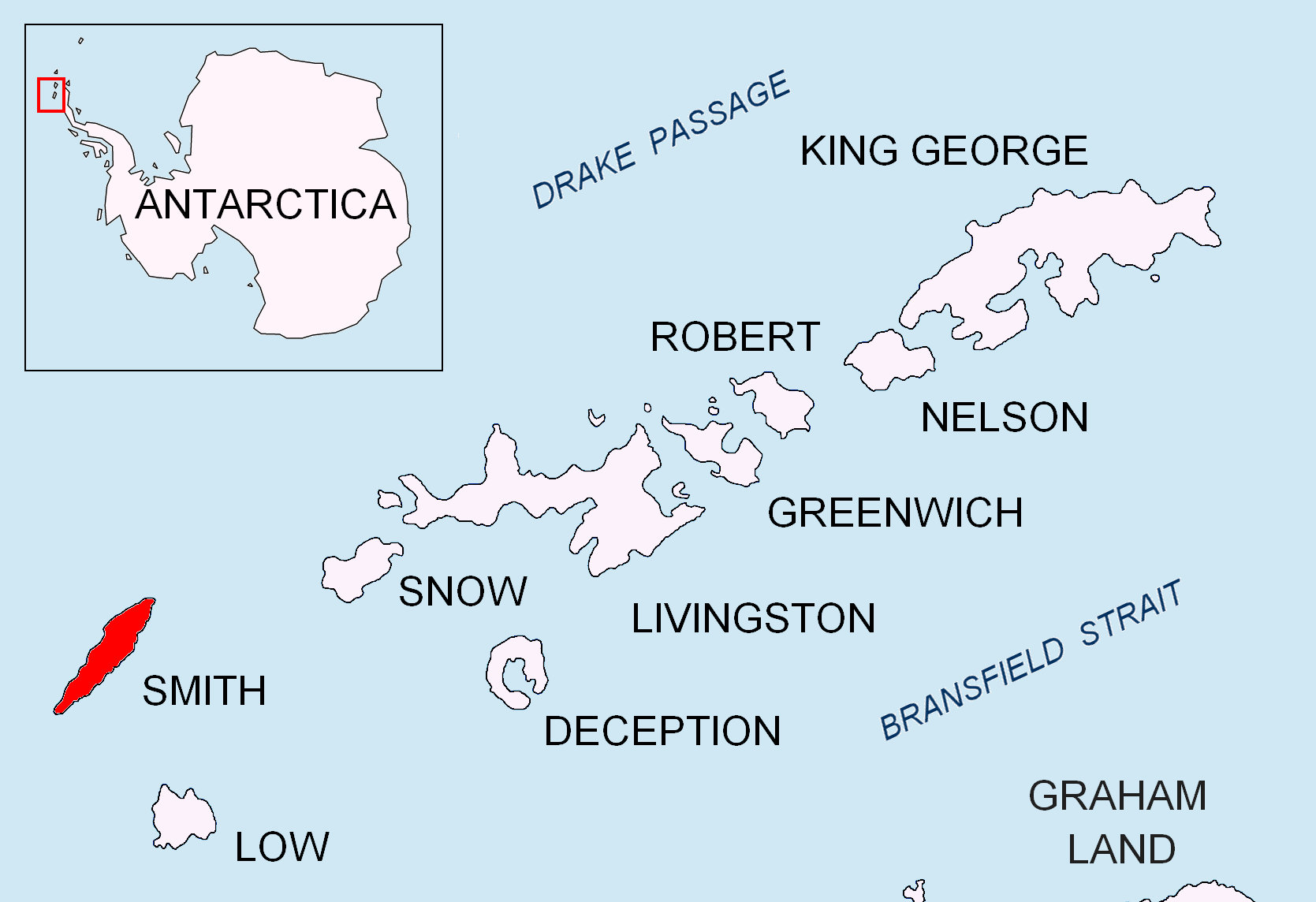

埃林佩林角是南極洲的海岬，位於南設得蘭群島的史密斯島西北岸，處於詹姆士角東北面4.6公里、利斯塔角西南面4.8公里，以保加利亞作家命名。
63°03′35″S 62°40′45″W / 63.05972°S 62.67917°W

## 外部連結
- SCAR Composite Antarctic Gazetteer（页面存档备份，存于）